# Kassay Gábor
Kassay Gábor (Székelyudvarhely, 1956. december 24. – Györgyfalva, 2021. április 19.) erdélyi magyar matematikus, egyetemi tanár.

## Élete
A Babeș–Bolyai Tudományegyetem matematika szakán végzett 1980-ban. Az egyetem elvégzése után középiskolai tanár Kolozsvárott, majd 1987-től tanársegéd a Babeş–Bolyai Tudományegyetem matematika karán, 1990–1995 között adjunktus ugyanott, majd docens 2005-ig, utána haláláig egyetemi tanár, 2006-tól doktorátusvezető volt. 1994-ben lett a matematikai tudományok doktora. 2002 és 2004 között Észak-Cipruson a famagustai Eastern Mediterranean University vendégtanára. 2007 és 2011 között az MTA Kolozsvári Akadémiai Bizottsága matematikai, informatikai és csillagászati szakbizottságának elnöke volt.
Hazai és külföldi szakmai társaságok tagja, nemzetközi konferenciák meghívott előadója.

## Munkássága
Kutatási területei: matematikai optimalizálás, variációs egyenlőtlenségek. Tudományos cikkeinek száma közel 100, a független hivatkozások száma pedig 2000 körüli.
Meghívott előadóként, illetve ösztöndíjasként a világ számos városának egyetemén tartott előadásokat, úgymint: Bonn, Budapest, Changhua (Tajván). Chemnitz, Debrecen, Edinburg, Famagusta, Glasgow, Haifa, Hongkong, Koppenhága, L'Aquila, Lima, Milánó, Pisa, Rio de Janeiro, Rotterdam, stb. Négyen doktoráltak irányításával.   
2022-ben megkapta a Magyar Tudományos Akadémia Arany János-érmét (posztumusz).

### Könyvei
- Gábor Kassay – Vicențiu D. Rădulescu: Equilibrium Problems and Applications, Academic Press, 2018
- The Equilibrium Problem and Related Topics, Risoprint, Cluj, Romania, 2000, ISBN 973-656-023-6
- Lectures on Nonlinear Analysis and Its Applications (társszerző), Sapientia Books 22, Scientia Publishing House, Cluj, 2003 ISBN 973-7953-02-9
- Valós számok és metrikus terek (társszerző), Kolozsvári Egyetemi Kiadó, 2005, ISBN 973-610-357-9
- Szemelvények a matematikai programozás dualitáselméletéből (társszerző), Eötvös Loránd Tudományegyetem, Budapest, 1995

### Könyvfejezetei
- Johannes B. G. Frenk, Gábor Kassay: Introduction to Convex and Quasiconvex Analysis, in: Handbook of Generalized Convexity and Monotonicity, Series: Nonconvex Optimization and its Applications, Vol. 76, Hadjisavvas, Nicolas; Komlósi, Sándor; Schaible, Siegfried (Eds.), pp. 3–87, Springer, Berlin-Heidelberg-New York 2005, ISBN 0-387-23255-9
- Yakov Alber, Dan Butnariu, Gábor Kassay: Convergence and Stability of a Regularization Method for Maximal Monotone Inclusions and its Applications to Convex Optimization, in: Variational Analysis and Applications., F. Giannessi and A. Maugeri (Eds.), pp. 89–132, Springer, Berlin-Heidelberg-New York 2005, ISBN 0-387-24209-0
- J. B. G. Frenk, G. Kassay: On noncooperative games, minimax theorems and equilibrium problems, in: Pareto Optimality, Game Theory and Equilibria, Series: Springer Optimization and Its Applications, Athanasios Migdalas (Crete), Panos Pardalos (Florida), Leonidas Pitsoulis (London) and Altannar Chinchuluun (Florida) (Eds.), Vol. 17, 2008 XXII, pp. 53–94, ISBN 978-0-387-77246-2

### Szakcikkei (válogatás)
- M. Bianchi, G. Kassay and R. Pini: Well—posed equilibrium problems, Nonlinear Analysis: Theory, Methods and Applications 72 (2010), pp. 460–468.
- Alfredo N. Iusem, Gábor Kassay and Wilfredo Sosa: An existence result for equilibrium problems with some surjectivity consequences, Journal of Convex Analysis 16 (2009), No. 3, pp. 807–826.
- Gábor Kassay, Cornel Pintea and Ferenc Szenkovits: On convexity of preimages of monotone operators, Taiwanese Journal of Mathematics 13, No. 2B (2009), pp. 675–686.
- M. Bianchi, G. Kassay and R. Pini: Well—posedness for vector equilibrium problems, Mathematical Methods in Operations Research 70 (2009), pp. 171–182.
- A. N. Iusem, G. Kassay and W. Sosa: On certain conditions for the existence of solutions of equilibrium problems, Mathematical Programming 116 (2009), pp. 259–273.
- R. I. Boţ, G. Kassay and G. Wanka: Duality for almost convex optimization problems via the perturbation approach, Journal of Global Optimization 42 (2008), pp. 285–399.
- Dan Butnariu and Gabor Kassay: A proximal-projection method for finding zeros of set-valued operators, SIAM Journal of Control and Optimization 47 No. 4 (2008), pp. 2096–2136.
- Giancarlo Bigi, Marco Castellani and Gabor Kassay: A dual view of equilibrium problems, Journal of Mathematical Analysis and Applications 342 (2008), pp. 17–26.
- J. B. G. Frenk and G. Kassay: Lagrangian duality and cone convexlike functions, Journal of Optimization Theory and Applications 134 (2007), pp. 207–222.
- J. B. G. Frenk, P. Kas and G. Kassay: On linear programming duality and necessary and sufficient conditions in minimax theory, Journal of Optimization Theory and Applications 132 (2007), pp. 423–439.
- M. Bianchi, G. Kassay and R. Pini: Ekeland's principle for vector equilibrium problems, Nonlinear Analysis 66 (2007), pp. 1454–1464.
- J. B. G. Frenk and G. Kassay: The level set method of Joó and its use in minimax Theory, Mathematical Programming 105 (2006), pp. 145–155.
- R. I. Boţ, G. Kassay and G. Wanka: Strong Duality for Generalized Convex Optimization Problems, Journal of Optimization Theory and Applications 127 (2005), pp. 45–70.
- Monica Bianchi, Gábor Kassay and Rita Pini: Existence of equilibria via Ekeland's principle, Journal of Mathematical Analysis and Applications 305, pp. 502–512, 2005
- L. J. Lin, M. F. Yang, H. Q. Ansari and G. Kassay: Existence Results for Stampacchia and Minty Type Implicit Variational Inequalities with Multivalued Maps, Nonlinear Analysis 61, pp. 1–19, 2005
- J. B. G. Frenk, G. Kassay and V. Protassov: On Borel Probability Measures and Noncooperative Game Theory, Optimization 54, pp. 81–101, 2005

### Tudománytörténet
- Kassay Gábor, Szenkovits Ferenc: Önálló intézet, megfiatalodott munkaközösség. Kutatás és oktatás a BBTE Magyar Matematika és Informatika Intézetében, Korunk, 2019. május, 19–26. o. Online hozzáférés